# Dysphagie
Eine Dysphagie oder Schluckstörung tritt auf, wenn eine der am Schluckakt beteiligten Strukturen in ihrer Funktion bzw. deren Zusammenwirken beeinträchtigt ist. Somit können alle Erkrankungen und Leiden im Bereich der Mundhöhle und ihrer Begrenzungen, des Rachens, der Speiseröhre und des Mageneingangs, daneben vor allem auch neurologische Probleme sowie psychische Störungen eine ursächliche Rolle spielen. Die Dysphagie kann mit oder ohne Schmerzen einhergehen. Der schmerzhafte Schluckakt wird auch als Odynophagie bezeichnet.
Da Schluckstörungen erhebliche Beeinträchtigungen des körperlichen, psychischen und sozialen Wohlbefindens nach sich ziehen, bedürfen sie immer einer Abklärung.

## Symptome
Mögliche Symptome einer Schluckstörung sind
- ein Druck- oder Kloßgefühl im Hals,
- Würgreflex während des Schluckakts,
- ein Hochwürgen von bereits geschluckter Nahrung (v. a. bei Ösophagusdivertikeln (Ausbuchtungen der Speiseröhre)),
- Husten während der Mahlzeit als Ausdruck einer Penetration (Eindringen von Nahrung bzw. Flüssigkeiten in die oberen Atemwege vor dem Schlucken) oder Aspiration (des Übertritts von Nahrung bzw. Flüssigkeiten in die unteren Atemwege),
- Hypersalivation,
- im Extremfall eine generelle Unfähigkeit zur Nahrungsaufnahme.

Als Begleitsymptome können eine näselnde Sprache (besonders bei der Schlucklähmung) sowie Heiserkeit auftreten.
Folgeerscheinungen können akute und wiederkehrende Lungenentzündungen sowie Fieber sein.

## Häufigkeit
45 % der über 75-Jährigen leiden an Schluckbeschwerden, wobei sich neurologische, psychiatrische und allgemeine chronische Erkrankungen aufgrund der im Alter oftmals bestehenden Multimorbidität in der Regel gegenseitig negativ beeinflussen.
Hervorzuheben ist, dass sich nicht alle Patienten mit einer Schluckstörung dieser auch bewusst sind.

## Ursachen
Es gibt vielfältige Gründe für eine Schluckstörung, wobei eine psychische Ursache umso eher angenommen werden kann, je jünger der Patient ist und je wechselnder die Beschwerden sind. Zwar kann schon das Auftreten des Patienten Hinweise auf eine psychische Genese der Probleme geben, prinzipiell ist jedoch jede Schluckstörung sorgfältig abzuklären.

### Körperliche Ursachen
Verletzungen und Tumoren der Mundhöhle, des Rachens und der Speiseröhre, Störungen der motorischen Innervation der am Schluckvorgang beteiligten Muskeln.

#### Mundhöhle und Rachen
- Hyposalivation mit Austrocknung der Mundschleimhäute.
- Entzündungen, hervorgerufen durch Infektionen durch Viren, Bakterien, Pilze, Autoimmunprozesse, chemisch-irritativ, durch Strahleneinwirkung, durch Hitzeeinwirkung,
- Tonsillitis oder Pharyngitis, die auch bei einer Erkältungskrankheit auftreten, sowie andere Infektionen mit den dabei möglichen, die Muskeln betreffenden funktionellen Störungen.
- Abszesse wie Retrotonsillarabszess
- Fehlfunktion der Zungen- und Mundbodenmuskulatur
- Fehlfunktionen bei zahnärztlichen oder kieferorthopädischen Problemen:
  - Fehlbiss,
  - schlecht sitzende Zahnprothesen
- Tumoren
- Fehlbildungen wie Larynxspalt

#### Speiseröhre
- Achalasie
- Divertikel
- Ösophagusdivertikel
- Ösophagitis
- Ösophaguskarzinom
- Ösophagusstenose
- Schatzki-Ringe

#### Schilddrüse
- Thyreoiditis
- Struma

#### Neurologische Erkrankungen
Hier spricht man in Fachkreisen (Ernährungsmedizin, Rehabilitationsmedizin) vom Stufenkonzept der neurogenen oropharyngealen Dysphagie (NOD) mit Einteilung in vier Schweregrade. Die Graduierung steigert sich von NOD-Grad 0 (= keine Dysphagie, also Normalkost) über NOD-Grad 1 (= leichte Dysphagie) und NOD-Grad 2 (= mittelschwere Dysphagie mit angedickter Flüssigkeit und passierter Kost) bis NOD-Grad 4 (= massive Dysphagie mit 100 % intravenöser Sondenkost).
- Myasthenia gravis
- Multiple Sklerose
- Morbus Parkinson
- Amyotrophe Lateralsklerose
- Demenz
- Schlaganfall
- Schädel-Hirn-Trauma
- Chorea major, Chorea minor
- Dystonie
- CANVAS
- Multisystematrophie (MSA)
- andere neurodegenerative Erkrankungen

### Psychische Ursachen
Der ungestörte Schluckvorgang ermöglicht die lebenserhaltende Flüssigkeits- und Nahrungsaufnahme, aber auch das Erleben von Genuss und Wohlbefinden. Somit kann eine Störung des Schluckakts unter Umständen selbst auf Störungen der psychischen Befindlichkeit hinweisen – nachdem körperliche Ursachen ausgeschlossen wurden.
Siehe auch: Globussyndrom.

## Diagnostik
- Beobachtung des Schluckakts (Beweglichkeit des Kehlkopfes bzw. Adamsapfels)
- Überprüfung des Würgreflexes, der Zungenfunktion und aller anderen am Schluckakt beteiligten Muskeln durch Phoniater, Neurologen und/oder Logopäden, Sprachheilpädagogen, Klinische Linguisten, Ergotherapeuten
- Beurteilung des Schweregrades der Schluckstörung mittels klinischem Screening (z. B. "Daniels-Test" [Daniels et al., 1998][3]). Klinische Anzeichen erlauben eine Vorhersage über den Schweregrad einer Dysphagie sowie das Aspirationsrisiko:
  - abnormaler willkürlicher Husten
  - abnormaler Würgreflex
  - Dysarthrie
  - Dysphonie
  - Husten nach dem Trinken von vorbestimmten Wassermengen
  - Veränderung des Stimmklangs nach einem Wasserschluck.

Eine klinische Überprüfung der Schluckfunktion enthält zudem folgende Parameter:
- klinische Anamnese (Krankenakte, Interview mit Betroffenen und Angehörigen)
- deskriptive Beobachtungen (Körperhaltung, Mimik, Atmung)
- Überprüfung der orofazialen Beweglichkeit und Sensibilität (sowohl außen wie im Mundraum)
- Mundinspektion (Prothesenversorgung, Schleimhäute, Atrophien, Beläge etc.)
- Überprüfung der Reflexe (Palatalreflex, Würgereflex, Hustenreflex, Schluckreflex)
- Fiberendoskopische Schluckuntersuchung (fiberendoscopic evaluation of swallowing, FEES) – Überprüfung der Nahrungsaufnahme (breiig, flüssig, fest und krümelig) mittels einer flexiblen Endoskopie über die Nase
- Magenspiegelung (Gastroskopie)
- Röntgenuntersuchung:
  - Ösophagusbreischluck (Videokinematographie des Schluckakts) zur funktionellen Beurteilung
  - Videofluoroskopie zur funktionellen zeitkritischen Beurteilung unterschiedlicher Konsistenzen (breiig, flüssig, fest, krümelig)
  - noch experimentell: Hochgeschwindigkeits-MRT[4]
  - Röntgen der Halswirbelsäule
- Gastroskopie Untersuchung
- Neurologische Untersuchung
- Untersuchung der Schilddrüse
- internistische Untersuchung
- Zahnärztliche oder kieferorthopädische Abklärung
- phoniatrische Untersuchung
- HNO-ärztliche Untersuchung
- psychosomatische Abklärung – sofern keine körperliche Ursache gefunden werden konnte oder diese die Beschwerden nicht zur Gänze erklärt.

## Komplikationen
Jeder Schluckakt birgt dabei die Gefahr, sich an Nahrung und Flüssigkeit (auch am eigenen Speichel) zu "verschlucken" und diese letztlich in tiefere Lungenanteile zu aspirieren. Demzufolge kann sich eine Aspirationspneumonie entwickeln, die bei Schlaganfallpatienten z. B. für 20 % der Todesfälle im ersten Erkrankungsjahr verantwortlich ist.
Da im Alter auch das Geschmacks- und Geruchsempfinden beeinträchtigt sind und der Appetit aus meist unbekannten Gründen abhandengekommen ist, kann eine auch geringfügige Schluckstörung letztlich zur vollständigen Nahrungsverweigerung mit allen Folgeproblemen wie Gewichtsabnahme, Exsikkose und weiterer Reduktion des Allgemeinzustands führen.

## Therapie
Die Behandlung richtet sich nach den Ergebnissen der körperlichen oder psychosomatischen Untersuchungen. Eine nasogastrale Sonde oder eine PEG (Sonde mit perkutaner endoskopischer Gastrostomie) kann indiziert sein, wenn eine orale Ernährung nicht möglich ist und der Patient mittels Magensonde ernährt werden muss.
Es gibt in jeder Schluckphase (präoral, oral, pharyngeal und ösophageal) therapeutische Interventionsmöglichkeiten durch die Sprach- und Schlucktherapie. Ziele sind zunächst die Wiederherstellung der intraoralen Sensibilität und der Aufbau der Schutzreflexe (Würgreflex, Hustenreflex, Schluckreflex). Das Spektrum reicht von motorischen Übungen einzelner Muskelpartien, Massagen, thermischer Stimulation über Veränderungen der Körperhaltung beim Essen (z. B. durch Änderung der Kopfposition) bis zu Veränderungen der Nahrungskonsistenzen (z. B. dem Pürieren der Speisen oder Andicken von Flüssigkeiten). Evidenzbasiert sind die sogenannten Schluckmanöver (z. B. Mendelsohn-Manöver oder Supraglottisches Schlucken), die einen verbesserten Schutz der Atemwege beim Schlucken ermöglichen und somit ein Aspirieren von Nahrung verhindern können.

## Etymologie
Dysphagie leitet sich von der altgriechischen Vorsilbe δυς- (die etwas Unglückliches bzw. Widriges bezeichnet, entsprechend im Deutschen dem Präfix ‚miss-‘ bzw. ‚un-‘) sowie dem Verb φαγεῖν phagein ‚essen‘ ab. Wörtlich bedeutet Dysphagie also eine Störung beim Essen. Bei Odynophagie lässt sich der erste Wortbestandteil auf ὀδύνη odýnē ‚Schmerz‘ zurückführen.